# 塔尔 (奥地利)
47°05′N 15°21′E / 47.083°N 15.350°E
塔尔是位于奥地利施蒂里亚州格拉茨附近的一个小村庄，人口约2,000人。
电影演员、加利福尼亚州州长阿诺尔德·施瓦辛格出生于此。